# Bundestagswahlkreis Weiden
Der Wahlkreis Weiden (Wahlkreis 234; bis zur Bundestagswahl 2021 Wahlkreis 235) ist ein Bundestagswahlkreis in Bayern. Er umfasst die kreisfreie Stadt Weiden i.d.OPf. und die Landkreise Neustadt a.d.Waldnaab und Tirschenreuth. Bis 1976 hieß der Wahlkreis Tirschenreuth.

## Wahlergebnisse

### Bundestagswahl 2025
Zur Bundestagswahl 2025 am 23. Februar wurden 9 Direktkandidaten und 17 Landeslisten zugelassen.
| Kandidaten                               | Kandidaten                    | Parteien/Listen     | Erststimmen | Erststimmen | Zweitstimmen | Zweitstimmen |
| Kandidaten                               | Kandidaten                    | Parteien/Listen     | Stimmen     | %           | Stimmen      | %            |
| ---------------------------------------- | ----------------------------- | ------------------- | ----------- | ----------- | ------------ | ------------ |
|                                          | Albert Rupprechtgewählt im WK | CSU                 | 59.268      | 43,5        | 55.094       | 40,4         |
|                                          | Gregor Forster                | SPD                 | 16.294      | 12,0        | 15.931       | 11,7         |
|                                          | Anneliese Droste              | GRÜNE               | 6.624       | 4,9         | 7.926        | 5,8          |
|                                          | Theodor Klotz                 | FDP                 | 4.126       | 3,0         | 4.169        | 3,1          |
|                                          | Manfred Schiller              | AfD                 | 31.351      | 23,0        | 33.124       | 24,3         |
|                                          | Hubert Schicker               | FREIE WÄHLER        | 9.673       | 7,1         | 8.215        | 6,0          |
|                                          | Julia Neumann                 | Die Linke           | 5.590       | 4,1         | 5.367        | 3,9          |
|                                          | –                             | dieBasis            | –           | –           | 449          | 0,3          |
|                                          | –                             | Tierschutzpartei    | –           | –           | 896          | 0,7          |
|                                          | –                             | Die PARTEI          | –           | –           | 347          | 0,3          |
|                                          | Sebastian Sparrer             | ÖDP                 | 787         | 0,6         | 418          | 0,3          |
|                                          | –                             | BP                  | –           | –           | 306          | 0,2          |
|                                          | –                             | Volt                | –           | –           | 417          | 0,3          |
|                                          | –                             | PdH                 | –           | –           | 61           | 0,0          |
|                                          | –                             | MLPD                | –           | –           | 21           | 0,0          |
|                                          | –                             | BÜNDNIS DEUTSCHLAND | –           | –           | 107          | 0,1          |
|                                          | –                             | BSW                 | –           | –           | 3.514        | 2,6          |
|                                          | Konrad Dippel                 | Einzelbewerber      | 2.431       | 1,8         | –            | –            |
| Gesamt                                   | Gesamt                        | Gesamt              | 136.144     | 100         | 136.362      | 100          |
|                                          |                               |                     |             |             |              |              |
| Ungültige Stimmen                        | Ungültige Stimmen             | Ungültige Stimmen   | 653         | 0,5         | 435          | 0,3          |
| Wähler                                   | Wähler                        | Wähler              | 136.797     | 84,1        | 136.797      | 84,1         |
| Wahlberechtigte                          | Wahlberechtigte               | Wahlberechtigte     | 162.689     |             | 162.689      |              |
|                                          |                               |                     |             |             |              |              |
| Quellen: Die Bundeswahlleiterin, Stimmen |                               |                     |             |             |              |              |

Kursive Direktkandidaten kandidieren nicht für die Landesliste, kursive Parteien treten ohne Landesliste an.

### Bundestagswahl 2021
Zur Bundestagswahl 2021 am 26. September wurden 12 Direktkandidaten und 26 Landeslisten zugelassen.
| Kandidaten                               | Kandidaten                    | Parteien/Listen      | Erststimmen | Erststimmen | Zweitstimmen | Zweitstimmen |
| Kandidaten                               | Kandidaten                    | Parteien/Listen      | Stimmen     | %           | Stimmen      | %            |
| ---------------------------------------- | ----------------------------- | -------------------- | ----------- | ----------- | ------------ | ------------ |
|                                          | Albert Rupprechtgewählt im WK | CSU                  | 50.575      | 38,5        | 46.451       | 35,4         |
|                                          | Uli Grötsch                   | SPD                  | 29.573      | 22,5        | 29.461       | 22,4         |
|                                          | Manfred Schiller              | AfD                  | 13.523      | 10,3        | 14.898       | 11,3         |
|                                          | Silke Klotz                   | FDP                  | 6.303       | 4,8         | 9.601        | 7,3          |
|                                          | Anneliese Droste              | GRÜNE                | 6.633       | 5,0         | 9.170        | 7,0          |
|                                          | Christian Claus Weidner       | DIE LINKE            | 2.315       | 1,8         | 2.830        | 2,2          |
|                                          | Tobias Anton Groß             | FREIE WÄHLER         | 9.306       | 7,1         | 12.067       | 9,2          |
|                                          | Christian Wallmeyer           | ÖDP                  | 860         | 0,7         | 612          | 0,5          |
|                                          | -                             | Tierschutzpartei     | –           | –           | 1.249        | 1,0          |
|                                          | Roland Peter Bayer            | BP                   | 771         | 0,6         | 719          | 0,5          |
|                                          | –                             | Die PARTEI           | –           | –           | 651          | 0,5          |
|                                          | -                             | PIRATEN              | –           | –           | 345          | 0,3          |
|                                          | –                             | NPD                  | –           | –           | 128          | 0,1          |
|                                          | –                             | V-Partei³            | –           | –           | 94           | 0,1          |
|                                          | –                             | Gesundheitsforschung | –           | –           | 151          | 0,1          |
|                                          | -                             | MLPD                 | –           | –           | 6            | 0,0          |
|                                          | –                             | DKP                  | –           | –           | 13           | 0,0          |
|                                          | Dietmar Rudolf Assel          | dieBasis             | 1.458       | 1,1         | 1.574        | 1,2          |
|                                          | –                             | Bündnis C            | –           | –           | 70           | 0,1          |
|                                          | –                             | III. Weg             | –           | –           | 64           | 0,0          |
|                                          | -                             | du.                  | –           | –           | 65           | 0,0          |
|                                          | -                             | LKR                  | –           | –           | 14           | 0,0          |
|                                          | -                             | Die Humanisten       | –           | –           | 87           | 0,1          |
|                                          | –                             | Team Todenhöfer      | –           | –           | 192          | 0,1          |
|                                          | -                             | UNABHÄNGIGE          | –           | –           | 696          | 0,5          |
|                                          | –                             | Volt                 | –           | –           | 148          | 0,1          |
|                                          | Helmut Richard Andreas Bauer  | Einzelbewerber       | 749         | 0,6         | –            | –            |
|                                          | Konrad Willibald Dippel       | Einzelbewerber       | 9.358       | 7,1         | –            | –            |
| Gesamt                                   | Gesamt                        | Gesamt               | 131.424     | 100         | 131.356      | 100          |
|                                          |                               |                      |             |             |              |              |
| Ungültige Stimmen                        | Ungültige Stimmen             | Ungültige Stimmen    | 823         | 0,6         | 891          | 0,7          |
| Wähler                                   | Wähler                        | Wähler               | 132.247     | 79,8        | 132.247      | 79,8         |
| Wahlberechtigte                          | Wahlberechtigte               | Wahlberechtigte      | 165.807     |             | 165.807      |              |
|                                          |                               |                      |             |             |              |              |
| Quellen: Die Bundeswahlleiterin, Stimmen |                               |                      |             |             |              |              |

Kursive Direktkandidaten kandidieren nicht für die Landesliste, kursive Parteien sind nicht Teil der Landesliste.

### Bundestagswahl 2017
Zur Bundestagswahl 2017 am 24. September wurden 8 Direktkandidaten und 21 Landeslisten zugelassen.
| Direktkandidat    | Partei               | Erststimmen in % | Zweitstimmen in % |
| ----------------- | -------------------- | ---------------- | ----------------- |
| Albert Rupprecht  | CSU                  | 46,3             | 43,1              |
| Uli Grötsch       | SPD                  | 22,3             | 19,0              |
| Gisela Helgath    | GRÜNE                | 03,6             | 05,0              |
| Martin Hofmann    | FDP                  | 04,1             | 06,6              |
| –                 | AfD                  | 0–               | 13,5              |
| Christian Weidner | LINKE                | 04,4             | 04,8              |
| Karl Meier        | FREIE WÄHLER         | 05,7             | 03,9              |
| –                 | PIRATEN              | 0–               | 00,3              |
| Karlheinz Binner  | ÖDP                  | 01,3             | 00,7              |
| Petra Ringelmann  | BP                   | 02,4             | 01,0              |
| –                 | NPD                  | 0–               | 00,4              |
| –                 | Tierschutzpartei     | 0–               | 00,7              |
| –                 | MLPD                 | 0–               | 00,0              |
| –                 | Büso                 | 0–               | 00,0              |
| –                 | BGE                  | 0–               | 00,1              |
| –                 | DiB                  | 0–               | 00,1              |
| –                 | DKP                  | 0–               | 00,0              |
| –                 | DM                   | 0–               | 00,1              |
| –                 | Die PARTEI           | 0–               | 00,4              |
| –                 | Gesundheitsforschung | 0–               | 00,2              |
| –                 | V-Partei³            | 0–               | 00,1              |
| Karl Schmid       | Einzelbewerber       | 00,7             | 0–                |
| Konrad Dippel     | Einzelbewerber       | 09,3             | 0–                |

### Bundestagswahl 2013
| Direktkandidat           | Partei       | Erststimmen in % | Zweitstimmen in % |
| ------------------------ | ------------ | ---------------- | ----------------- |
| Albert Rupprecht         | CSU          | 55,1             | 52,8              |
| Uli Grötsch              | SPD          | 21,9             | 22,5              |
| Heinz-Dieter Pauly       | FDP          | 01,5             | 03,4              |
| Johann Mayer             | GRÜNE        | 03,8             | 04,3              |
| Klaus Schmitsdorf        | Die Linke    | 02,6             | 03,4              |
| Floyd Ralf Kretschmar    | PIRATEN      | 01,5             | 01,5              |
| Patrick Hermann Schröder | NPD          | 01,6             | 01,6              |
| Karlheinz Helmut Binner  | ÖDP          | 01,3             | 00,9              |
| Hans-Peter Schaller      | AfD          | 02,4             | 03,6              |
| Karl Meier               | Freie Wähler | 03,5             | 03,6              |
| Karl-Justus Human        | unabhängig   | 00,2             | 0–                |
| Konrad Willibald Dippel  | unabhängig   | 04,4             | 0–                |

### Bundestagswahl 2009
| Direktkandidat   | Partei                | Erststimmen in % | Zweitstimmen in % | Bundestagswahl 2005 Zweitstimmen in % |
| ---------------- | --------------------- | ---------------- | ----------------- | ------------------------------------- |
| Albert Rupprecht | CSU                   | 44,9             | 44,4              | 50,7                                  |
| Werner Schieder  | SPD                   | 19,9             | 20,1              | 30,1                                  |
| Johann Mayer     | Bündnis 90/Die Grünen | 04,9             | 06,6              | 03,9                                  |
| Norbert Ziegler  | FDP                   | 07,1             | 11,7              | 03,4                                  |
| –                | REP                   | 0–               | 00,6              | 00,3                                  |
| Sandro Hammer    | Die Linke             | 05,4             | 07,5              | 03,6                                  |
| Karsten Panzer   | NPD                   | 02,5             | 02,5              | 02,1                                  |
| –                | PBC                   | 0–               | 00,1              | 00,1                                  |
| –                | BP                    | 0–               | 00,9              | 00,9                                  |
| Rita Wiesend     | ödp                   | 01,3             | 01,3              | 0–                                    |
| –                | PIRATEN               | 0–               | 01,8              | 0–                                    |
| –                | BüSo                  | 0–               | 00,0              | 00,1                                  |
| –                | FAMILIE               | 0–               | 00,9              | 00,8                                  |
| –                | DIE VIOLETTEN         | 0–               | 00,1              | 0–                                    |
| Konrad Dippel    | unabhängig            | 14,1             | 0–                | 13,6 (Erststimmen)                    |
| –                | Die Tierschutzpartei  | –                | 00,7              | 0–                                    |
| –                | RRP                   | –                | 00,5              | 0–                                    |
| –                | CM                    | –                | 00,2              | 00,0                                  |

## Wahlkreissieger seit 1949
| Wahl | Name              | Partei |
| ---- | ----------------- | ------ |
| 1949 | Hans Bodensteiner | CSU    |
| 1953 | Hugo Geiger       | CSU    |
| 1957 | Hugo Geiger       | CSU    |
| 1961 | Franz Weigl       | CSU    |
| 1965 | Franz Weigl       | CSU    |
| 1969 | Franz Weigl       | CSU    |
| 1972 | Max Kunz          | CSU    |
| 1976 | Max Kunz          | CSU    |
| 1980 | Max Kunz          | CSU    |
| 1983 | Max Kunz          | CSU    |
| 1987 | Max Kunz          | CSU    |
| 1990 | Simon Wittmann    | CSU    |
| 1994 | Simon Wittmann    | CSU    |
| 1998 | Georg Girisch     | CSU    |
| 2002 | Georg Girisch     | CSU    |
| 2005 | Albert Rupprecht  | CSU    |
| 2009 | Albert Rupprecht  | CSU    |
| 2013 | Albert Rupprecht  | CSU    |
| 2017 | Albert Rupprecht  | CSU    |
| 2021 | Albert Rupprecht  | CSU    |

## Wahlkreisgeschichte
| Wahl      | Wahlkreisname     | Gebiet |
| --------- | ----------------- | --- |
| 1949      | 23 Tirschenreuth  | Stadt Weiden in der Oberpfalz, Landkreis Tirschenreuth, Landkreis Neustadt an der Waldnaab, Landkreis Kemnath                       |
| 1953–1961 | 218 Tirschenreuth | Stadt Weiden in der Oberpfalz, Landkreis Tirschenreuth, Landkreis Neustadt an der Waldnaab, Landkreis Kemnath                       |
| 1965–1972 | 221 Tirschenreuth | Stadt Weiden in der Oberpfalz, Landkreis Tirschenreuth, Landkreis Neustadt an der Waldnaab, Landkreis Kemnath, Landkreis Eschenbach |
| 1976–1998 | 221 Weiden        | Stadt Weiden in der Oberpfalz, Landkreis Tirschenreuth, Landkreis Neustadt an der Waldnaab                                          |
| 2002–2005 | 236 Weiden        | Stadt Weiden in der Oberpfalz, Landkreis Tirschenreuth, Landkreis Neustadt an der Waldnaab                                          |
| 2009–2021 | 235 Weiden        | Stadt Weiden in der Oberpfalz, Landkreis Tirschenreuth, Landkreis Neustadt an der Waldnaab                                          |
| 2025      | 234 Weiden        | Stadt Weiden in der Oberpfalz, Landkreis Tirschenreuth, Landkreis Neustadt an der Waldnaab                                          |